# 哀しみのベラドンナ
『哀しみのベラドンナ』（かなしみのベラドンナ）は、虫プロダクションが制作した劇場用アニメーション映画である。封切は1973年6月30日。本編画面に表示されるタイトルは、ジュール・ミシュレによる原作『魔女』の原題を冠した『la sorcière 哀しみのベラドンナ』であるが、劇場予告編、DVDのパッケージ及びライナーノーツ等には『BELLADONNA 哀しみのベラドンナ』と表記されている。北米版のタイトルは『Belladonna of Sadness』であった。

## 概要
『千夜一夜物語』『クレオパトラ』と続いた虫プロダクション制作の劇場用大人向けアニメシリーズ「アニメラマ」の成功を受けて制作された劇場用映画である。
1971年、アニメラマ2部作の配給元である日本ヘラルド映画（現・KADOKAWA）は前年公開の『クレオパトラ』以降も大人向けアニメの配給を毎年行う予定でいた。しかし、経営が迷走していた虫プロにアニメ映画を例年通り依頼することは難しいと分かり、代替企画として東京テレビ動画（後の日本テレビ動画）から売り込みがあった谷岡ヤスジ原作の劇場用アダルトアニメ『ヤスジのポルノラマ やっちまえ!!』の企画・配給を行った。しかし、前2作以上に大衆娯楽路線に徹した同作の興行は大赤字を出して終わってしまう。その後、日本ヘラルド映画は翌1972年公開に向けて再度虫プロに大人向け劇場アニメの製作を依頼する。
この時点で前2作で監督を務めた山本暎一はすでに虫プロを退社していたが、役員会は総監督を山本に依頼し、山本は独立先のプロダクションからの出向という形でそれを受諾した。 
本作は娯楽性が強かった先の2作（千夜一夜物語、クレオパトラ）とは一線を画し、「アニメロマネスク」なるキャッチフレーズのもと、文芸色を深めたストーリー、耽美的エロティシズムに満ちた作画が展開されている。直接的な性的描写が用いられた場面もいくつかある。声優陣は中山を除いては新劇の大物で固めている。
『千夜一夜物語』と『クレオパトラ』は、制作進行上の問題から、大量のアニメーターを動員せざるを得ず、絵柄の統一と作画クオリティの保持に難点があった。そこで本作では、長期間を費やして少人数で制作するスタイルが採られ、結果、当初の予定を約10ヵ月オーバーして完成した。
しばしば誤解されているが、手塚治虫は虫プロの社長をすでに退いていた時期であり企画も含めて全くのノータッチである。

### 評価
- 国内興行は当初の予定では「みゆき座」のような小劇場で長期間上映する予定だったが、既に赤字経営で倒産状態であった虫プロ経営陣が急遽この作品で前2作のように大型劇場で興行し、その収益で補填しようと上映館を変えた。結果としては、虫プロの倒産を防ぐことはできなかった。一部メディアには倒産を招いたと記載されているが、防げなかったが正しい。
- 『Die 23 Internationalen Filmfestspiele in Berlin 1973 - Eine Insel beweist ihr Leben： これら(出品された)映画の中で、日本長編アニメーション映画が第一に挙げられるであろう。異国風の美と芸術的感性は、美術感受性が豊かで想像力をそなえた観客を夢中にさせると同様に、アニメーション映画専門家を魅了するものである。それは、若き監督山本暎一の才能ある、手堅い手法を持った天才的デザイン画家深井國のベラドンである。-中略-ダイナミックで驚くべき映画は、東南アジア的で同時に普遍的な映画芸術に発展している。中世のゴシック様式の挿絵から、ビアズリー、青年様式派、ポップアートまでに至る無数のスタイルが継ぎ目なしに溶け合って、超自然美と完全にエロティックな力と無限のシンフォニーを奏でている。映画史上に残る真に偉大な映画である。しかしながら、また多くの偉大さと同様に沢山の誤解や無理解に出会うことであろう・・・』のように、アート映画的な映像表現は、国内外を問わず高い評価を受けている。
- また、ベルリン映画祭公式ホームページ内の1973年度上映作品を紹介したページBerlinale Archive Annual Archives 1973 Yearbookには、同映画祭における上映の際、たまたま家族向け作品を期待して来た観客に不評を買ってしまったことが記されている。
- 押井守は「原作に支えられている部分がある。ただ、原作の土俗的なものが一転してソフィスティケートされた華麗でモダンな世界になっている」「アニメーションで弱い所は全部避けたと言うことだと思うんです。『止め』『カメラワーク』をふんだんに使って。ただリアルタイムで見た時はそういう感じに見ていた人が周囲には全くいなかった所に興味がありました」と話している[3]。
- 動画スタッフとして参加していた安彦良和は「髪の毛を繰り返しなしで先のコマを読みながら描いた時には、どうしようもなくえらい思いをした」「辛かった。非常に近代主義的な感じがしちゃってね。いっそ深井さんの絵ではなくて、銅版画みたいなタッチでやればよかったのに」と落胆している[3]。
- 2015年に北米で再公開と、米国の映画サイトのIndieWireが報道。傷や破損箇所をCGリストア（修復）し、劇場公開、オンデマンド配信等、リバイバル公開される事が決定。配給はシネリシャス・ピクス社。
- 2016年7月5日に台湾の「2016台北映画祭」で再公開。傷や破損箇所をCGリストア（修復）し、一日で4K限定劇場公開[4]。
- 2024年、失われた美術原画を、原画作者であり美術監督を務めた深井国の監修のもと復元し、アート作品として蘇らせる「ベラドンナ原画復元計画」プロジェクトが発足され、9月18日よりクラウドファンディングを開始[5][6]、4日後の22日には目標額を達成した[7]。

## 独自の作風
本作は実験的な手法で作られたアニメであり、他の商業アニメ作品にはあまり見られない特色が多々ある。

### 演出手法
- 基本的に、現実的なシーンは静止画で表現し、心象風景を描いたシーンに動きを持たせるという独特な表現コンセプトが設定されている。ただし、そのコンセプトは完璧に貫かれているわけではなく、現実的な場面で動いていたり、幻想的なシーンで静止していることも多々ある。

### 作画手法
- イラストレーター／漫画家の深井国が全面的に本編用原画を作画。その他、前田庸生や辻伸一ら少数スタッフによる丁寧な作業により進められた。仕上げは主に、紙に描いた絵に水彩で色をつける手法が用いられており、動きのある部分でも、割合的にセル画の使用が少ない。
- 画面の右から左へと流れるパンニングによって、長大な一枚絵（静止画）を見せるカットが多い。その際、順に画面に登場してくる絵がナレーションの内容と同調するよう、緻密なタイミング計算のもとに描かれている（台詞の録音はプレスコで行なわれた）。
- イラストレーター／漫画家／アニメーション作家の林静一が参加したシーンでは、撮影台の下に設置したガラスに油彩画を描きながら一コマずつ作画していく、グラスペインティングアニメの手法が採られた。

## あらすじ
教会と領主が支配する中世フランスのある村で、若い2人の男女、ジャンとジャンヌが結婚式を挙げた。しかし、貧しい農夫のジャンは領主に貢ぎ物を捧げられなかった。その代償としてジャンヌは領主に処女を奪われ、さらに家来たちにも次々に陵辱される。身も心も傷ついてジャンのもとに帰ったジャンヌの前に、やがて悪魔が現れた。ジャンヌは悪魔に、働き通しで疲れ果てているジャンを助けてくれと懇願する。
ほどなく、ジャンヌが紡いだ糸が高値で売れるようになり、高い税金を納められるようになった。ジャンは村の税取り立て役人に出世するが、貧しい農民たちから戦争のための資金を思うように調達できず、罰として領主に左手首を切り落とされる。するとまたしてもジャンヌの前に悪魔が現れ、力を与えるかわりに魂を渡せと迫りながら、ジャンヌの体を貪っていく。
やがてジャンヌは妖しい魔性を持った金貸しとなり、村の経済を動かすようになったが、彼女の存在を快く思わない領主の奥方や村人たちに、悪魔つきと呼ばれて激しく追い立てられる。酒浸りとなっていたジャンにも見捨てられ、絶望したジャンヌは、逃亡の果てにたどり着いた深い山中で、ついに悪魔と契りを交わして魔女となった。
その後、黒死病が蔓延し、大勢の人々が死んでいった村で、ジャンヌは薬草によってひとりの村人の命を救う。噂が噂を呼んで、村人たちはジャンヌのもとへ集うようになり、夜毎サバトが行なわれた。その影響力が領主の城内にも及ぶに至って、領主はジャンヌを処罰するより味方に引き込んだほうが得策と考え、ジャンを介してジャンヌを城に呼び寄せる。しかしジャンヌは提示されたあらゆる厚遇を拒否したため、領主の怒りを買い、火刑に処されてしまう―。

## スタッフ
- 制作：虫プロダクション
- 企画構成・監督：山本暎一[8]
- 製作：渡辺忠美、吉田輝明、本橋誠、 小池佳子
- 原作：ジュール・ミシュレ（翻訳／篠田浩一郎、現代思潮社刊『魔女』より）
- 脚本：福田善之[9]
- 美術：深井国[10]
- 作画監督：杉井ギサブロー[11]
- 作画協力：林静一、ウノ・カマキリ
- 音楽：佐藤允彦
- 音響監督：田代敦巳
- 編集：古川雅士
- 効果：柏原満
- 録音：岩田広一
- 現像：東京現像所
- 原画：前田庸生、辻伸一、勝井千賀雄、野部駿夫、岡田敏靖、出崎統、吉田忠勝、羽根章悦、福田きよむ、光延博愛、北川玲子（奥山玲子）、村田四郎、関修一
- 動画：小林準治、牛越和夫、猿山二郎、千田幸也、吉橋節、新井雅貴、岩崎治彦
- 仕上：木戸桂子、竹内翠、笠井志都子、唐崎泰子、鈴木絢子、望月智恵子
- 美術助手：児玉喬夫[12]、下道文治、馬郡美保子、佐々木順子、古佐小吉重、近井美穂
- アニメ撮影：山崎茂、月岡英生、柴田昌利、宮内征雄、熊谷愰史、藤田正明、宮坂光一郎、下モ由紀子

## 声の出演
- ジャンヌ：長山藍子
- 語り：中山千夏
- 悪魔：仲代達矢
- 領主：高橋昌也
- 司祭：米倉斉加年
- ジャン：伊藤孝雄
- 奥方：しめぎしがこ
- 津坂匡章
- 山谷初男
- 新村礼子
- 林昭夫
- 山口譲
- 磯貝陽悟
- 石橋雅史
- 折尾吉郎
- 伊東満智子
- 後久博
- 菊地剣友会

## 音楽

### 主題歌
「哀しみのベラドンナ」（1973年6月15日発売、M-15）
作詞：阿久悠、作曲：小林亜星、編曲：川口真、歌：橘まゆみ
挿入歌「青い鏡のなかで」ほか
作詞：中山千夏、作曲：佐藤允彦、歌：中山千夏
サントラ盤：シネディスク/キャニオン・レコード

## バージョン違い
本作には、編集が異なるバージョンがいくつか存在する。なお、ここでの各バージョンの名称は便宜的なもので、一般に浸透している名称ではない。
ダミー納品バージョン
日本ヘラルド映画と虫プロの間で決められた期限である1972年2月に完成が間に合わなかったこと等から、未完成だった部分を、急遽編成した別動制作班に仕上げさせたバージョン。かって桜台駅北口にあった旅館「金栄閣」に別同班が集められ製作された。同年8月、ヘラルド側に納品された。虫プロでは以後もリテイクの名目で制作作業を続行、別動班が作ったパートを本来のスタッフが制作したパートに差し替えて作品を完成させ、同年暮れにヘラルドに再納品した。上記のような経緯を経ているため、最初の納品バージョンは「ダミー」と呼ばれており、当然のことながら、一般に公開されたことはない。
第1回試写会バージョン
正式に完成し、試写会で上映されたバージョン。深い山中で悪魔とジャンヌが契りを交わすシーンの直後に、約5分の実写パートが入る。このパートは、写真家の森山大道が撮影したフィルムを前衛的に処理したもの。前半と後半の間の休憩時間に流れる映像という体裁になっており、本編ストーリーとは関係のない内容である。劇場公開時にはカットされたが、DVDのライナーノーツには、このパートを含む英語字幕版フィルムが現存すると記されている。
劇場公開バージョン1
山本によると、日本国内で公開される直前の1973年6月27日にベルリン映画祭で上映した際は、悪魔が高笑いするカットで本編が終わっていた（第1回試写会バージョンも同様だったと思われる）。それが不評だったため、山本は一般公開にあたってこのカットを削除することを決めた。しかし山本の帰国は封切後の同年7月6日だったため、編集作業と上映フィルム差し替えは公開期間中に行なわれたと言われている。
劇場公開バージョン2
悪魔の高笑いを削除、ジャンヌの火刑を俯瞰で捉えた絵がラストカットになり、その後に黒い画面のバックに主題歌が流れて終わるバージョン。テレビ放映の際には、これをさらに短く編集したものが使われる場合があった。
劇場公開バージョン3
1979年のリバイバル公開時に、アート好きな女学生等を主な観客層と想定し、新たに山本が、刺激が強いセックスシーンや前衛的なシーンをいくつか削除して編集した。そのため、「女子高生バージョン」または「女子大生バージョン」と呼ばれることもある。ラストシーンも大胆に改変され、ジャンヌの火刑がフランス革命に繋がっていくことを説明するテロップ、女たちの顔がジャンヌの顔に変化するカット、ウジェーヌ・ドラクロワの絵画「民衆を導く自由の女神」のカット等が追加された。また、オープニングのスタッフクレジットも一部改められた。
ビデオソフトバージョン
1986年のVHS／LD発売に際し、劇場公開バージョン3に、削除されたシーン（劇場公開バージョン2に準じる）を再び組み込んだもの。これも編集は山本による。以来、ソフト化および再上映の際は、基本的にこのバージョンが使用されている。

## VHS・LD・DVD

### 日本国内
- 最初のソフト化は株式会社ポニーから発売されたVHS版で、パッケージに記されたタイトルは『長編アニメーションシリーズ　哀しみのベラドンナ　la sorciere』。先述の劇場公開バージョン3（女子高生バージョン）が収録されているが、特にその旨の断わり書きはない。発売は1980年代初頭と思われる。
- 1986年に、ビデオソフトバージョンが収録されたVHSとLDが発売。LDの副音声には、山本暎一、深井国、杉井ギサブロー、富岡厚司による座談会が収録された。
- 2004年に、『千夜一夜物語』『クレオパトラ』とともに3枚組DVD『虫プロ・アニメラマ　DVD-BOX』としてリリースされた（ビデオソフトバージョン）。副音声にはLD版と同じ座談会が入り、さらに特典映像として、予告編と火あぶりシーン特別編集映像が収録されている（2006年に廉価版がリリースされ、さらに3作品とも単体でも発売された）。

## 参考資料
- 『虫プロ興亡記 安仁明太の青春』山本暎一 / 新潮社、1989年　[ISBN 4 10 373301 2]
- DVD『哀しみのベラドンナ』副音声座談会、およびライナーノーツ